# Obnovitelné zdroje energie ve Skotsku

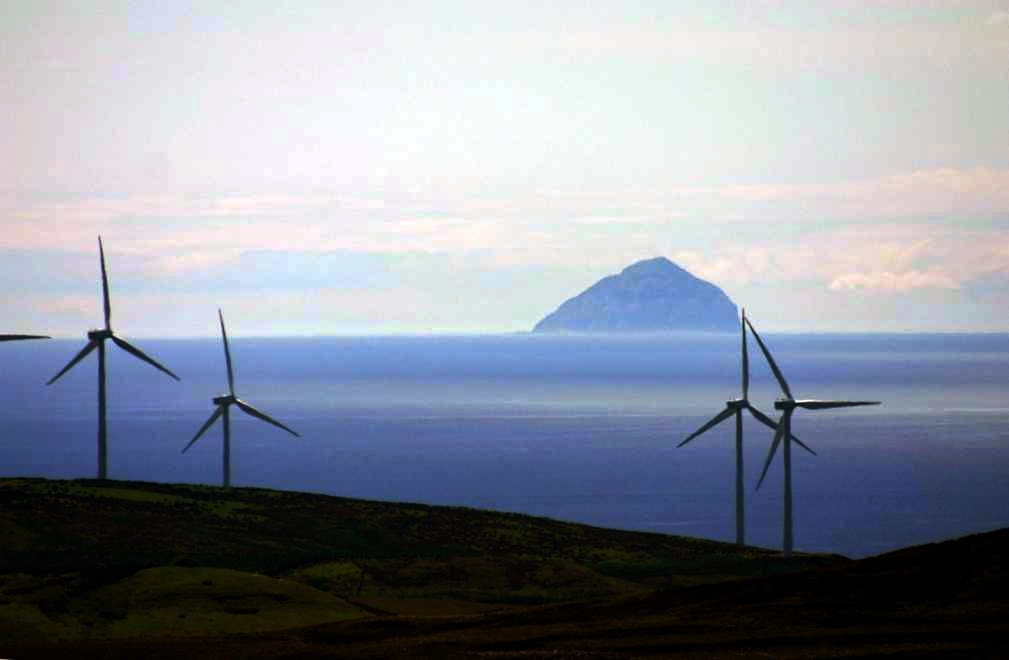
Větrná, přílivová a energie z mořských vln vytváří více nez 80 % potenciálu skotských obnovitelných zdrojů

Obnovitelné zdroje energie ve Skotsku, resp. výroba energie z obnovitelných zdrojů je ve Skotsku téma, které se na počátku 21. století dostalo do popředí jak v technické, tak v hospodářské i politické oblasti. Přírodní zdroje pro tuto energii jsou zde mimořádně příhodné a to jak v evropském, tak celosvětovém kontextu. Mezi nejvýznamnější možné zdroje patří vítr, vlnobití, příliv a odliv.  
Na konci druhého čtvrtletí v roce 2014 bylo ve Skotsku nainstalováno 7083 megawatt, což činí 10,5 % nárůst (resp. 671 MW) od konce druhého čtvrtletí roku 2013. Výroba elektřiny z obnovitelných zdrojů ve Skotsku byla 16 974 GW hodin v roce 2013, tedy o 16,4 % více než v roce 2012. V roce 2012 pocházelo 40,3 % elektřiny ve Skotsku z obnovitelných zdrojů energie. Produkce energie z obnovitelných zdrojů ve Skotsku činí přibližně 32 % z celkové výroby této energie ve Spojeném království (došlo ke snížení z 36 % v roce 2012). V roce 2012 vyváželo Skotsko přes 26 % své produkce.  
Spolu s pokroky v technologiích a v hospodářství je možné využití většího množství obnovitelných zdrojů. Obavy z ropného vrcholu a klimatických změn přivedly tuto agendu k pozornosti politiků a ti rovněž podporují využití rozličných biopaliv. Ačkoli financování mnohých projektů zůstává buď rizikové nebo závisí na obchodních pobídkách, je pravděpodobné, že je zde významná dlouhodobá změna podporující toto podnikání. 
Navíc k plánovanému navýšení výrobní kapacity a místních systémů, které využívají obnovitelné zdroje, se zkoumají i jiné cesty jak snížit emise uhlíku. Ačkoli je zde silná podpora od veřejného, soukromého i místního sektoru, jsou vyjadřovány obavy o dopad těchto technologií na životní prostředí. Objevuje se zde také naléhavá politická debata o vztahu mezi vlastnictvím a kontrolou těchto rozsáhlých zdrojů pro výrobu obnovitelné energie.